# August Lucius
August Lucius (* 28. Januar 1816 in Erfurt; † 2. Oktober 1900 in Düsseldorf) war ein deutscher Kaufmann, Gutsbesitzer und Abgeordneter.

## Leben
Er war das erste Kind von Sebastian Lucius und besuchte das Gymnasium in Erfurt und die Realschule in Elberfeld. Er war in Frankfurt am Main in der Lehre und hierauf fünf Jahre in England und Amerika. Er war erst Kaufmann, wobei er zunächst seinen Bruder Ferdinand Lucius in der elterlichen Firma Joh. Anton Lucius unterstützte. Er wurde dann ab 1842 Landwirt auf dem Rittergut Stödten bei Straußfurt in Thüringen, später auf dem Rittergut Lispenhausen bei Bebra. Später zog er nach Düsseldorf. Lucius reiste viel, auch auf fernen Erdteilen. Er malte gerne. Auch der Sohn Sebastian war Maler.
Als Mitglied der Deutschen Zentrumspartei saß Lucius von 1882 bis 1890 im Reichstag (Deutsches Kaiserreich) für den Wahlkreis Düsseldorf 4 (Stadt Düsseldorf). Dem Preußischen Abgeordnetenhaus gehörte er von 1886 bis zum 20. Juni 1891 an. Er war mit dem Zentrumspolitiker Ludwig Windthorst befreundet.